# Stenorumia ablunata
Stenorumia ablunata là một loài bướm đêm trong họ Geometridae.